# Fred Keup

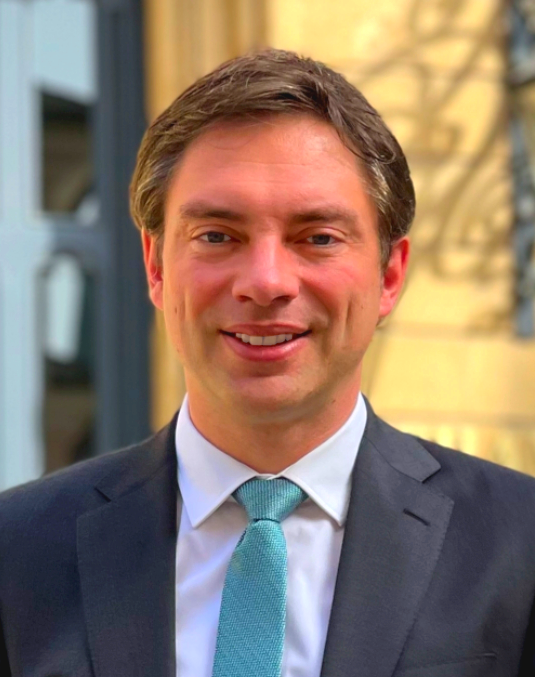
Fred Keup (2021)

Fred Keup (* 15. Mai 1980 in Luxemburg-Stadt) ist ein luxemburgischer Politiker, seit dem 14. Oktober 2020 Abgeordneter des Luxemburgischen Parlaments und seit April 2022 Parteivorsitzender der Alternativ Demokratesch Reformpartei.

## Leben
Keup stammt aus Kehlen, ist Vater zweier Kinder, verheiratet und wohnt in Mamer. Nach dem Sekundarschulabschluss am Lycée Michel-Rodange studierte er Geographie an der Universität Straßburg in Frankreich. Ab 2003 unterrichtete er Geographie als Gymnasiallehrer.

## Referendum 2015
Beim Referendum in Luxemburg 2015 avancierte Fred Keup über die durch ihn gegründete Plattform „Nee2015.lu“ zur Hauptfigur der Ablehnung gegenüber dem Ausländerwahlrecht. Während der Referendumskampagne galt er als Sprecher des „Neinlagers“ (fr: Porte-parole du camp du « non ») respektiv als „der führende Kopf der Nein-Kampagne“. Ein Höhepunkt der Kampagne war das Streitgespräch auf Radio RTL Luxemburg zwischen Fred Keup und Laura Zuccoli. Nach dem Referendum (Resultat 79 % gegen das Ausländerwahlrecht) wurde die Plattform in „Wee2050“ umbenannt mit Hauptaugenmerk auf die Unterstützung der Luxemburgischen Sprache und auf das starke Bevölkerungswachstum in Luxemburg. Keup sieht sich und seine Plattform als Vertreter der politischen Mitte („Vertrieder vun der politescher Mëtt“). Laut Politikwissenschafter Raphaël Kies von der Universität Luxemburg konnte die Initiative während der Nein-Kampagne zu Recht behaupten im Zentrum der politischen Anliegen der Bürger zu stehen. Kritiker werfen Keup und der Initiative „Wee2050“ dagegen vor rechtspopulistische Positionen zu vertreten und Hass in der Gesellschaft zu schüren. Kurz nach seiner Wahl als neuer Parteivorsitzender, veröffentlichte er im Mai 2022, zusammen mit dem ebenfalls neuen Parteivize Tom Weidig, das deutschsprachige Buch: Mir gi Lëtzebuerg net op: Auflösungserscheinungen einer kleinen Nation.

## Weitere politische Positionen
Fred Keup setzt sich auch für eine Stärkung der traditionellen Werte und der Luxemburger Monarchie ein.

## Politik
Bei der Kammerwahl 2018 kandidierte Fred Keup auf der Südliste der ADR und wurde Drittgewählter. Nach dem Rücktritt des Erstgewählten Gaston Gibéryen rückte Fred Keup am 14. Oktober 2020 ins Luxemburgische Parlament nach.

## Sonstiges
Fred Keup ist Präsident des Fußballvereins FC Kehlen und war Vorstandsmitglied in der Actioun Lëtzebuergesch.